# Kyrett

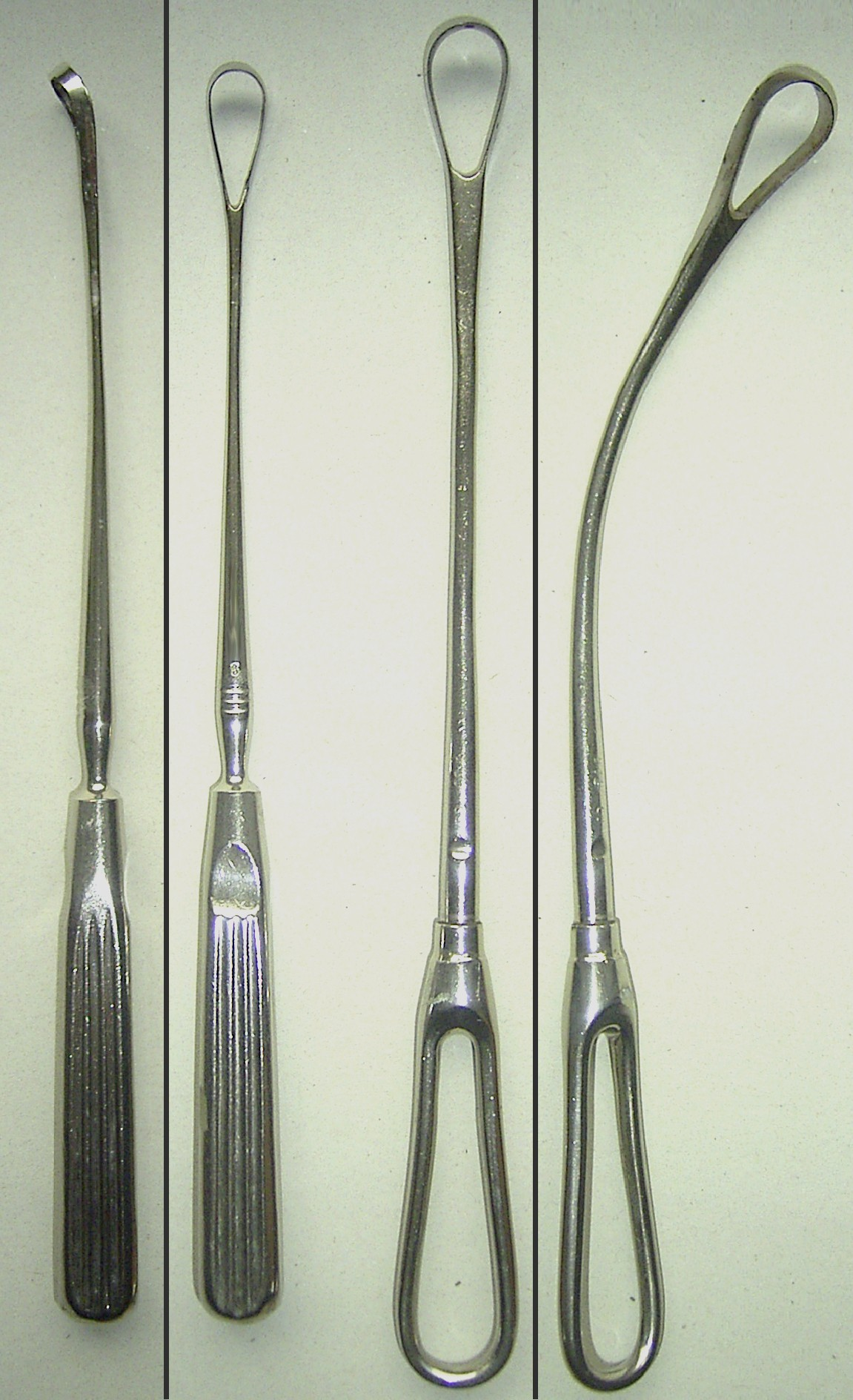
Kyretter.

En kyrett är ett kirurgiskt instrument som är utformat för att skrapa eller rensa biologisk vävnad eller skräp i en biopsi, excision eller rengöringsprocedur. Användningen kallas kyrettage. En kyrett används vid bland annat en gynekologisk skrapning, borttagning av tandsten och avlägsnande av hudtumörer. Till formen är kyretten ett litet handverktyg som ofta liknar en penna; längst ut på kyretten finns en liten skopa, krok eller spets.